# Ablerus socratis
Ablerus socratis är en stekelart som beskrevs av Girault 1931. Ablerus socratis ingår i släktet Ablerus och familjen växtlussteklar. Inga underarter finns listade i Catalogue of Life.